# Hans Ernst Hess

Hans Ernst Hess (1978)

Hans Ernst Hess (* 10. April 1920 in Rubigen; † 15. März 2009 in Zumikon; heimatberechtigt in Koppigen) war ein Schweizer Botaniker und Professor an der ETH Zürich.
Sein botanisches Autorenkürzel lautet «H.E.Hess».

## Leben
Hans Ernst Hess studierte von 1942 bis 1946 an der Abteilung für Landwirtschaft an der ETH Zürich. Anschliessend war er Assistent am Institut für spezielle Botanik bei Ernst Gäumann, dort promovierte er 1949 in Pflanzenpathologie, und 1954 habilitierte er sich für das Gebiet der Pflanzensystematik. 1950 und 1952 unternahm Hess zwei botanische Expeditionen nach Zentralafrika und Angola. Die dabei entstandenen Herbar-Sammlungen, die mehrere Tausend Belege umfassen, schenkte er der ETH Zürich, sie befinden sich im Botanischen Garten Zürich. Hess wurde 1967 zum ausserordentlichen Professor für spezielle Botanik, insbesondere Blütenpflanzenkunde, der ETH Zürich gewählt und 1974 zum ordentlichen Professor für spezielle Botanik befördert. Er emeritierte 1987.

## Forschung
Hess hat während mehr als 20 Jahren den Unterricht in Pflanzensystematik für verschiedene Abteilungen erteilt und zahlreiche Exkursionen durchgeführt. Sein wissenschaftliches Lebenswerk ist die dreibändige Neuausgabe der «Flora der Schweiz und angrenzender Gebiete», die zuletzt 1923 von Hans Schinz und Robert Keller herausgegeben worden war. Auf Anregung von Gäumann und Walo Koch haben Hess und Elias Landolt, zusammen mit der Zeichnerin Rosmarie Hirzel, die Neuausgabe unternommen. Hess legte nicht nur grossen Wert auf eine richtungsweisende und sorgfältige wissenschaftliche Bearbeitung, sondern ebenso auf eine schöne und überzeugende Darstellung.

## Publikationen (Auswahl)
- Ein Beitrag zum Problem der induzierten Abwehrreaktionen im Pflanzenreich. Dissertation Techn. Wiss. ETH Zürich, Nr. 1764. Sonderdruck aus: Phytopathologische Zeitschrift. Band 16, Heft 1, 1949, S. 41–70, doi:10.3929/ethz-a-000296314.
- Systematische und zytogenetische Untersuchungen an einigen Ranunculus-Arten aus der Nemorosus-Gruppe. Habilitationsschrift ETH Zürich. Sonderdruck aus: Berichte der Schweizerischen Botanischen Gesellschaft. Band 65, 1955, S. 272–301.
- mit Elias Landolt, Rosmarie Hirzel: Flora der Schweiz und angrenzender Gebiete. Birkhäuser, Basel 1967–1972, ISBN 3-7643-0556-8.
- mit Elias Landolt, Rosmarie Hirzel: Bestimmungsschlüssel zur Flora der Schweiz. Birkhäuser, Basel 1976, ISBN 3-7643-0656-4.